# All Hell Breaks Loose
All Hell Breaks Loose — шестой полноформатный студийный альбом немецкой трэш-метал-группы Destruction, выпущенный 20 апреля 2000 года. Является дебютом группы на лейбле Nuclear Blast. Это первый альбом, записанный после возвращения Марселя Ширмера в состав и ознаменовавший возвращение коллектива к трэш-метал-корням после жанровых экспериментов в The Least Successful Human Cannonball.

## Об альбоме
All Hell Breaks Loose стал первым релизом, на котором спел и сыграл ушедший после выхода Release from Agony в 1988 году Марсель Ширмер. Таким образом, на данном альбоме собрался почти классический состав Destruction (за исключением Томми Сэнманна, место которого теперь занимает Свен Ворманн). Воссоединение группы в полностью классическом составе, по мнению Шмиера, было невозможным, так как сооснователь ударник Томми Сэнманн последний раз садился за ударную установку в 1987 году.
Весь материал альбома был написан летом 1999 года в перерывах между фестивальными выступлениями. Группа первоначально пыталась использовать определённые старые риффы и идеи, но впоследствии, ввиду отсутствия при использовании этого материала музыкального развития, отказалась от этого. Единственным памятником прошлого на данном альбоме является перезаписанная композиция Total Desaster (в списке композиций получил окончание 2000), которая, по словам Шмиера, была включена в альбом для того, чтобы новые поклонники творчества коллектива имели представление о том, как звучали Destruction в ранние годы.
Продюсером релиза выступил шведский музыкант Петер Тэгтгрен, который увидел выступление Destruction в Германии и предложил свои услуги продюсирования.

### Оформление
Оформление и визуальная сторона альбома сходны с таковыми в отношении релизов группы середины 80-х годов: длинные волосы, перевёрнутые кресты, пулемётные ленты, винтовки, боевые вертолёты и т. д. Как отмечает сам Шмиер, для Destruction это очень важно, так как необходимо было, чтобы с именем группы ассоциировалась агрессивная музыка, агрессивный внешний вид и агрессивные тексты.

### Лирика
Лирика альбома, как уже было отмечено, носит агрессивный характер и часто направлена против церкви. В то же время, как отмечает Шмиер, он сатанистом никогда не являлся (в понимании поклонения). В целом же в текстах композиций поётся о человечестве, о людях, которые насилуют и убивают друг друга, делают другие плохие вещи. Многие тексты, по словам Шмиера, инспирированы просмотром теленовостей, в которых демонстрируется множество жестокостей проявления жизни человека.

### Музыка
На альбоме, если сравнивать с прошлыми релизами вокальные партии, изменилась техника пения Шмиера. В последний раз он записывался с Desruction в 1987 году и с тех пор манера его пения претерпела изменения — он теперь не визжит как раньше, а поёт высоким голосом, который, тем не менее, несёт в себе агрессивность. Сам Шмиер объясняет это течением времени и игрой в другой музыкальной группе, где он пел совсем иначе.

## Список композиций
Слова и музыка всех песен — Schirmer and Sifringer, except where noted.
| №                   | Название                     | Автор(ы)                      | Длительность |
| ------------------- | ---------------------------- | ----------------------------- | ------------ |
| 1.                  | «Intro»                      |                               | 0:43         |
| 2.                  | «The Final Curtain»          |                               | 4:26         |
| 3.                  | «Machinery of Lies»          |                               | 3:42         |
| 4.                  | «Tears of Blood»             |                               | 4:03         |
| 5.                  | «Devastation of Your Soul»   |                               | 4:10         |
| 6.                  | «The Butcher Strikes Back»   |                               | 3:08         |
| 7.                  | «World Domination of Pain»   |                               | 4:05         |
| 8.                  | «X-Treme Measures»           |                               | 4:54         |
| 9.                  | «All Hell Breaks Loose»      |                               | 5:40         |
| 10.                 | «Total Desaster 2000»        | Schirmer, Sifringer, Sandmann | 3:07         |
| 11.                 | «Visual Prostitution»        |                               | 3:51         |
| 12.                 | «Kingdom of Damnation»       |                               | 3:37         |
| 13.                 | «Whiplash» (Metallica cover) |                               | 3:31         |
| Общая длительность: | Общая длительность:          | Общая длительность:           | 45:28        |

### Бонус CD
| №  | Название            | Длительность |
| -- | ------------------- | ------------ |
| 1. | «Mad Butcher»       | 3:43         |
| 2. | «Total Desaster»    | 3:27         |
| 3. | «Antichrist»        | 3:40         |
| 4. | «Front Beast»       | 1:55         |
| 5. | «Satan's Vengeance» | 2:52         |
| 6. | «Tormentor»         | 4:12         |

## Участники записи
- Марсель Шмиер — бас, вокал
- Майк Зифрингер — гитара
- Свен Ворманн — ударные
- Петер Тэгтгрен — вокал и вторая гитара на композиции Total Desaster 2000 (гостевое участие)

## Чарты
| Чарт(2000)                    | Позиция |
| ----------------------------- | ------- |
| Германия (Offizielle Top 100) | 67      |